# The Grissom Gang
The Grissom Gang is een Amerikaanse misdaadfilm uit 1971 onder regie van Robert Aldrich.

## Verhaal
De rijke Barbara Blandish wordt ontvoerd door de bende van Ma Grissom. Na de betaling van het losgeld wil Ma Grissom haar vermoorden. De jonge ontvoerder Slim Grissom is inmiddels verliefd geworden op Barbara. 

## Rolverdeling
| Acteur           | Personage        |
| ---------------- | ---------------- |
| Kim Darby        | Barbara Blandish |
| Scott Wilson     | Slim Grissom     |
| Tony Musante     | Eddie Hagan      |
| Robert Lansing   | Dave Fenner      |
| Connie Stevens   | Anna Borg        |
| Irene Dailey     | Gladys Grissom   |
| Welsey Addy      | John P. Blandish |
| Joey Faye        | Woppy            |
| Michael Baseleon | Frankie Connor   |
| Ralph Waite      | Mace             |
| Matt Clark       | Joe Bailey       |
| Alvin Hammer     | Sam              |
| Dots Johnson     | Johnny Hutchins  |
| Don Keefer       | Doc Grissom      |